# Hypocharmosyna
Genre
Hypocharmosyna est un genre d'oiseaux de la famille des Psittaculidae.

## Liste des espèces
Selon GBIF (11 avril 2024) (ordre phylogénique) :
- Hypocharmosyna rubronotata (Temminck, 1835) – Lori à front rouge
- Hypocharmosyna placentis (Wallace, 1862) – Lori coquet

## Classification
Le nom valide complet (avec auteur) de ce taxon est Hypocharmosyna Salvadori, 1891.